# Akira Kudo
Akira Kudo (Iwate, Japón, 1 de enero de 1954) es un deportista japonés retirado especialista en lucha libre olímpica donde llegó a ser medallista de bronce olímpico en Montreal 1976.

## Carrera deportiva
En los Juegos Olímpicos de 1976 celebrados en Montreal ganó la medalla de bronce en lucha libre olímpica de pesos de hasta 48 kg, tras el luchador búlgaro Hasan Isaev (oro) y el soviético Roman Dmitriyev (plata).